# Stop Loving You
Stop Loving You is een nummer van de Amerikaanse rockband Toto. Het nummer gaat over een jongen die niet kan stoppen met van zijn meisje te houden, ondanks dat zij bij hem weg is gegaan. Yes-zanger Jon Anderson verzorgt achtergrondvocalen op het nummer. Het numner is afkomstig van het zevende studioalbum The Seventh One uit 1988. Op 29 februari dat jaar werd het nummer wereldwijd op single uitgebracht.

## Achtergrond
De plaat werd in Nederland en België (Vlaanderen) een enorme hit en een van Toto's grootste. 
In Nederland was de plaat op zondag 28 februari 1988 de 214e Speciale Aanbieding bij de KRO op Radio 3 en werd een gigantische hit in de destijds twee landelijke hitlijsten op de nationale publieke popzender. De plaat bereikte de 2e positie in zowel de Nederlandse Top 40 als de Nationale Hitparade Top 100. Het was Gimme Hope Jo'anna van Eddy Grant die de plaat in beide hitlijsten op Radio 3 van de nummer 1-positie afhield.
In België bereikte de plaat de 3e positie in de Vlaamse Radio 2 Top 30 en de 2e positie in de voorloper van de Vlaamse Ultratop 50. In Wallonië werd géén notering behaald.
Sinds de allereerste editie in december 1999 staat de plaat onafgebroken genoteerd in de jaarlijkse NPO Radio 2 Top 2000 van de Nederlandse publieke radiozender NPO Radio 2, met als hoogste notering een 203e positie in 2001.

## Hitnoteringen

### Nederlandse Top 40
| Hitnotering: 19-03-1988 t/m 18-06-1988 | Hitnotering: 19-03-1988 t/m 18-06-1988 | Hitnotering: 19-03-1988 t/m 18-06-1988 | Hitnotering: 19-03-1988 t/m 18-06-1988 | Hitnotering: 19-03-1988 t/m 18-06-1988 | Hitnotering: 19-03-1988 t/m 18-06-1988 | Hitnotering: 19-03-1988 t/m 18-06-1988 | Hitnotering: 19-03-1988 t/m 18-06-1988 | Hitnotering: 19-03-1988 t/m 18-06-1988 | Hitnotering: 19-03-1988 t/m 18-06-1988 | Hitnotering: 19-03-1988 t/m 18-06-1988 | Hitnotering: 19-03-1988 t/m 18-06-1988 | Hitnotering: 19-03-1988 t/m 18-06-1988 | Hitnotering: 19-03-1988 t/m 18-06-1988 | Hitnotering: 19-03-1988 t/m 18-06-1988 | Hitnotering: 19-03-1988 t/m 18-06-1988 |
| Week:                                  | 1                                      | 2                                      | 3                                      | 4                                      | 5                                      | 6                                      | 7                                      | 8                                      | 9                                      | 10                                     | 11                                     | 12                                     | 13                                     | 14                                     |                                        |
| -------------------------------------- | -------------------------------------- | -------------------------------------- | -------------------------------------- | -------------------------------------- | -------------------------------------- | -------------------------------------- | -------------------------------------- | -------------------------------------- | -------------------------------------- | -------------------------------------- | -------------------------------------- | -------------------------------------- | -------------------------------------- | -------------------------------------- | -------------------------------------- |
| Positie:                               | 29                                     | 18                                     | 10                                     | 4                                      | 2                                      | 2                                      | 2                                      | 2                                      | 3                                      | 6                                      | 10                                     | 15                                     | 22                                     | 32                                     | uit                                    |

### Nationale Hitparade Top 100
| Hitnotering: 12-03-1988 t/m 09-07-1988 | Hitnotering: 12-03-1988 t/m 09-07-1988 | Hitnotering: 12-03-1988 t/m 09-07-1988 | Hitnotering: 12-03-1988 t/m 09-07-1988 | Hitnotering: 12-03-1988 t/m 09-07-1988 | Hitnotering: 12-03-1988 t/m 09-07-1988 | Hitnotering: 12-03-1988 t/m 09-07-1988 | Hitnotering: 12-03-1988 t/m 09-07-1988 | Hitnotering: 12-03-1988 t/m 09-07-1988 | Hitnotering: 12-03-1988 t/m 09-07-1988 | Hitnotering: 12-03-1988 t/m 09-07-1988 | Hitnotering: 12-03-1988 t/m 09-07-1988 | Hitnotering: 12-03-1988 t/m 09-07-1988 | Hitnotering: 12-03-1988 t/m 09-07-1988 | Hitnotering: 12-03-1988 t/m 09-07-1988 | Hitnotering: 12-03-1988 t/m 09-07-1988 | Hitnotering: 12-03-1988 t/m 09-07-1988 | Hitnotering: 12-03-1988 t/m 09-07-1988 | Hitnotering: 12-03-1988 t/m 09-07-1988 | Hitnotering: 12-03-1988 t/m 09-07-1988 |
| Week:                                  | 1                                      | 2                                      | 3                                      | 4                                      | 5                                      | 6                                      | 7                                      | 8                                      | 9                                      | 10                                     | 11                                     | 12                                     | 13                                     | 14                                     | 15                                     | 16                                     | 17                                     | 18                                     |                                        |
| -------------------------------------- | -------------------------------------- | -------------------------------------- | -------------------------------------- | -------------------------------------- | -------------------------------------- | -------------------------------------- | -------------------------------------- | -------------------------------------- | -------------------------------------- | -------------------------------------- | -------------------------------------- | -------------------------------------- | -------------------------------------- | -------------------------------------- | -------------------------------------- | -------------------------------------- | -------------------------------------- | -------------------------------------- | -------------------------------------- |
| Positie:                               | 55                                     | 31                                     | 9                                      | 5                                      | 3                                      | 2                                      | 2                                      | 2                                      | 3                                      | 7                                      | 7                                      | 7                                      | 11                                     | 19                                     | 23                                     | 69                                     | 77                                     | 82                                     | uit                                    |

### Vlaamse Ultratop 50
| Hitnotering: 02-04-1988 t/m 18-06-1988 | Hitnotering: 02-04-1988 t/m 18-06-1988 | Hitnotering: 02-04-1988 t/m 18-06-1988 | Hitnotering: 02-04-1988 t/m 18-06-1988 | Hitnotering: 02-04-1988 t/m 18-06-1988 | Hitnotering: 02-04-1988 t/m 18-06-1988 | Hitnotering: 02-04-1988 t/m 18-06-1988 | Hitnotering: 02-04-1988 t/m 18-06-1988 | Hitnotering: 02-04-1988 t/m 18-06-1988 | Hitnotering: 02-04-1988 t/m 18-06-1988 | Hitnotering: 02-04-1988 t/m 18-06-1988 | Hitnotering: 02-04-1988 t/m 18-06-1988 | Hitnotering: 02-04-1988 t/m 18-06-1988 | Hitnotering: 02-04-1988 t/m 18-06-1988 |
| Week:                                  | 1                                      | 2                                      | 3                                      | 4                                      | 5                                      | 6                                      | 7                                      | 8                                      | 9                                      | 10                                     | 11                                     | 12                                     |                                        |
| -------------------------------------- | -------------------------------------- | -------------------------------------- | -------------------------------------- | -------------------------------------- | -------------------------------------- | -------------------------------------- | -------------------------------------- | -------------------------------------- | -------------------------------------- | -------------------------------------- | -------------------------------------- | -------------------------------------- | -------------------------------------- |
| Positie:                               | 34                                     | 17                                     | 12                                     | 6                                      | 4                                      | 2                                      | 3                                      | 6                                      | 6                                      | 6                                      | 14                                     | 19                                     | uit                                    |

### NPO Radio 2 Top 2000
| Nummer met noteringen in de NPO Radio 2 Top 2000 | '99 | '00 | '01 | '02 | '03 | '04 | '05 | '06 | '07 | '08 | '09 | '10 | '11 | '12 | '13 | '14 | '15 | '16 | '17 | '18 | '19 | '20 | '21 | '22 | '23 | '24 |
| ------------------------------------------------ | --- | --- | --- | --- | --- | --- | --- | --- | --- | --- | --- | --- | --- | --- | --- | --- | --- | --- | --- | --- | --- | --- | --- | --- | --- | --- |
| Stop Loving You                                  | 362 | 263 | 203 | 306 | 281 | 459 | 493 | 537 | 595 | 455 | 614 | 565 | 667 | 615 | 487 | 500 | 548 | 466 | 513 | 387 | 408 | 389 | 380 | 352 | 408 | 444 |

1. ↑  Een vetgedrukt getal geeft de hoogste notering aan.